# 펑궈장
펑궈장(중국어 정체자: 馮國璋, 간체자: 冯国璋, 병음: Féng Guózhāng, 한자음: 풍국장, 1859년 1월 7일 ~ 1919년 12월 12일)은 중국의 군인이자, 정치인이다. 위안스카이의 수하로 활동하며 위안스카이 이후에는 직례 군벌을 대표한다.
즈리성 출신으로 1894년 청일전쟁 후 무술정변때 위안스카이를 도왔다. 신해혁명 후 직례 도독 겸 민정장(民政長)을 맡았다. 1913년 여름에서 가을 사이에 북양군을 이끌고 난징을 점령하여 쑨원이 일으킨 제2차 혁명을 진압했다. 이후 장기간 장쑤성 도독을 지냈다. 1916년 위안스카이가 죽은 후 북양 군벌은 직례파와 안휘파로 나뉘었다. 펑궈장은 직례파의 우두머리가 되어 부총통을 맡았으며 다음해 대총통 권한대행이 되었다. 1918년 안휘파의 수장이 된 돤치루이 세력에 밀려 하야했다.

## 생애
허베이성 태생으로 북양군벌의 장군으로 경력을 쌓았다. 1911년의 신해혁명 때에도 위안스카이 휘하에 있었다. 당시는 청나라 소속이었으므로, 처음에는 혁명군을 공격하였으나, 혁명이 성공하고 위안스카이가 중화민국 총통이 된 후에는 직례총독이 되었다. 1915년 위안스카이가 황제가 되려 하자 펑궈장은 이에 반대를 하였고, 둘 사이는 멀어지게 된다. 이후 위안스카이가 죽은 뒤 펑궈장은 예상 후계자 목록에도 들지 못하게 된다.
1916년 위안스카이 사후에 리위안훙이 총통이 되고, 펑궈장은 부총통이 되었다. 이듬해에는 장쉰, 캉유웨이 등이 벌인 선통제 복위사건이 벌어져 약 열흘간 선통제가 실제로 복위하는 일이 벌어졌다. 이 일로 인해 리위안훙이 퇴임하고, 펑궈장이 7월 17일부터 1918년 10월 10일까지 총통이 된다. 하지만 당시 의회의 승인을 받은 것은 아니었기 때문에 그의 자리는 임시직이었다.
당시 세계는 제1차 세계대전에 접어들고 있었다. 당시 독일이 장쉰의 쿠데타를 측면지원한 것이 알려지자 중국은 대전에 뛰어들게 된다. 하지만 1917년 9월 쑨원이 광저우에 새로운 정부를 열고 베이징에 반대하기 시작한다. 당시 안휘파 군벌의 수장 돤치루이는 국무총리의 자리에 있었는데, 그는 쑨원의 혁명파에 대한 강경 입장을 고수했을 뿐만 아니라 펑궈장의 직례 군벌과 계속 대립하였다. 펑궈장은 혁명파와의 평화적 사태해결을 위해 돤치루이를 실각시켰지만, 안휘 군벌의 요구로 다시 총리직에 복귀시킬 수밖에 없었다.
펑궈장은 위안스카이와 리위안훙의 자리를 승계한 것이었기 때문에, 위안스카이의 원래 임기가 시작되는 1913년부터 세어 5년이 되는 1918년 10월 10일에 퇴임하게 된다. 이후 병으로 고생하다가 죽는다.

## 같이 보기
- 쑨원
- 장제스

## 역대 선거 결과
| 선거명      | 직책명          | 대수 | 정당   | 1차 득표율 | 1차 득표수 | 2차 득표율 | 2차 득표수 | 3차 득표율 | 3차 득표수 | 결과 | 당락 |
| ----------- | --------------- | ---- | ------ | ---------- | ---------- | ---------- | ---------- | ---------- | ---------- | ---- | ---- |
| 1916년 선거 | 중화민국 부총통 | 2대  | 무소속 | -%         | 413표      | -%         | 528표      | 72.12%     | 520표      | 1위  |      |